# Wairarapa Line
Wairarapa Line – linia kolejowa położona na Wyspie Północnej Nowej Zelandii, łączy stolicę kraju, Wellington z regionem Wairarapa. Linia końćzy swój bieg w pobliżu miasta Palmerston North. Przez pewien czas Wairarapa Line była jedyną linią kolejową kontrolowaną przez spółkę New Zealand Government Railways biegnącą poza Wellington. 

## Historia otwarć
14 kwietnia 1874 – (do Lower Hutt)

15 grudnia 1875 – (do Silverstream)

1 lutego 1876 – (do Upper Hutt)

1 stycznia 1878 – (do Kaitoke)

12 października 1878 – (do Summit)

16 października 1878 – (do Featherston)

14 maja 1880 – (do Woodside Junction)

1 listopada 1880 – (do Masterton)

14 czerwca 1886 – (do Mauriceville)

10 stycznia 1887 – (do Mangamahoe)

8 kwietnia 1889 – (do Eketahuna)

1896 – (do Newman)

1897 – (do Pahiatua)

11 grudnia 1897 – (do Woodville Junction)

3 listopada 1995 – (Upper Hutt do Featherston)

## Stacje

### Wellington Section
- Wellington
- Lambton
- Pipitea Point
- Kaiwharawhara
- Ngauranga
- Te Aro

### Hutt Valley Section
- Petone
- Western Hutt (Lower Hutt)
- Melling
- Belmont – closed
- Andrews – closed
- Ava
- Woburn
- Waterloo Interchange Hutt Central
- Epuni
- Naenae
- Wingate
- Taita
- Pomare
- Manor Park (Haywards)
- Silversteam
- Heretaunga
- Trentham
- Wallaceville
- Upper Hutt

### Rimutaka Section
- Mangaroa
- Maymorn (Mangaroa)
- Kaitoke (Pakuratahi, Kaitoki)
- Summit
- Cross Creek (Cross's Creek)
- Pigeon Bush

### South Wairarapa Section
- Featherston
- Fernside
- Woodside
- Matarawa
- Dalefield
- Carterton
- Clareville
- Middleton
- Waingawa
- Solway (Kurupuni, Purakau)
- Renall Street
- Masterton

### North Wairarapa Section (Zamknięte dla pasażerów 1 sierpnia 1988)
- Opaki
- Kopuaranga
- Mauriceville
- Mangamahoe
- Eketahuna
- Newman
- Hukanui
- Mangamaire (Tataekara)
- Konini
- Pahiatua
- Mangatainoka
- Ngawapurua
- Woodville